# Tenores di Bitti "Mialinu Pira"
I Tenores di Bitti "Mialinu Pira" è uno dei gruppi a tenore di Bitti, intitolato allo scrittore sardo Mialinu Pira, fondato nel 1995.

## Carriera
Il gruppo è composto da Omar Bandinu, Marco Serra, Bachisio Pira, Arcangelo Pittudu (Dino Ruiu fino al 2009) e (Gianfranco Cossellu fino al 2004). Sin dalla sua costituzione nel 1995, il complesso ha compiuto numerose tournée in Europa (Francia, Spagna, Germania, Svizzera, Austria, Slovenia, Estonia, Lituania, Croazia, Bosnia, Albania, Ungheria, Paesi Bassi, Belgio, Lussemburgo, Danimarca, Lettonia, Polonia, Irlanda e Vaticano), in Tunisia, in Giappone, in Brasile, Cile e negli Emirati Arabi.
Nel 2001 ha partecipato alla IX edizione del Concerto di Natale in Vaticano trasmesso in mondovisione, in Italia su Canale 5, cantando nell'aula Nervi con Randy Crawford, Dolores O'Riordan, Terence Trent D'Arby, Hevia, Tiziano Ferro, Elisa, Edoardo Bennato e Massimo Ranieri ed esibendosi in udienza privata per papa Giovanni Paolo II. Il gruppo ha avuto nel 2005 una grande popolarità grazie alle partecipazioni alla trasmissione Affari tuoi, il cui conduttore Paolo Bonolis ha lanciato il brano Milia Vattu sa Trota, usato come stacco musicale del programma per molti mesi.
Nonostante la sua matrice tradizionale il Mialinu Pira ha intrapreso un percorso di innovazione e trasversalità collaborando con musicisti di varia estrazione alla realizzazione di opere inedite. Tra le esperienze più significative si ricorda la collaborazione con il suonatore di cornamusa asturiana Hevia (conosciuto al concerto in Vaticano), con Tom Zè e l'Orchestra Mediterranea di San Paolo del Brasile che ha portato alla realizzazione di un CD e un DVD, e la realizzazione della colonna sonora del film tedesco Meine schöne Bescherung. Altre collaborazioni con la cantante serba Bilja Krstić e con la cantante e violinista ceca Iva Bittová. Il 10 maggio del 2009 si è esibito nel prestigioso Concertgebouw di Amsterdam , una delle sale da concerto più importanti nel mondo e il 10 dicembre dello stesso anno nella Chiesa della Natività di Betlemme. Il 13 agosto 2012 ha cantato al festival della Notte della Taranta. Nel 2014 il gruppo è apparso da protagonista nel docufilm Isole di Francesca Floris, nel quale ogni componente ha approfondito il discorso del legame con la Sardegna, e di che influenza questo abbia sia nella vita personale che nel lavoro; il gruppo ha anche contribuito alla realizzazione della colonna sonora, esibendosi nel brano Anghelos cantate.

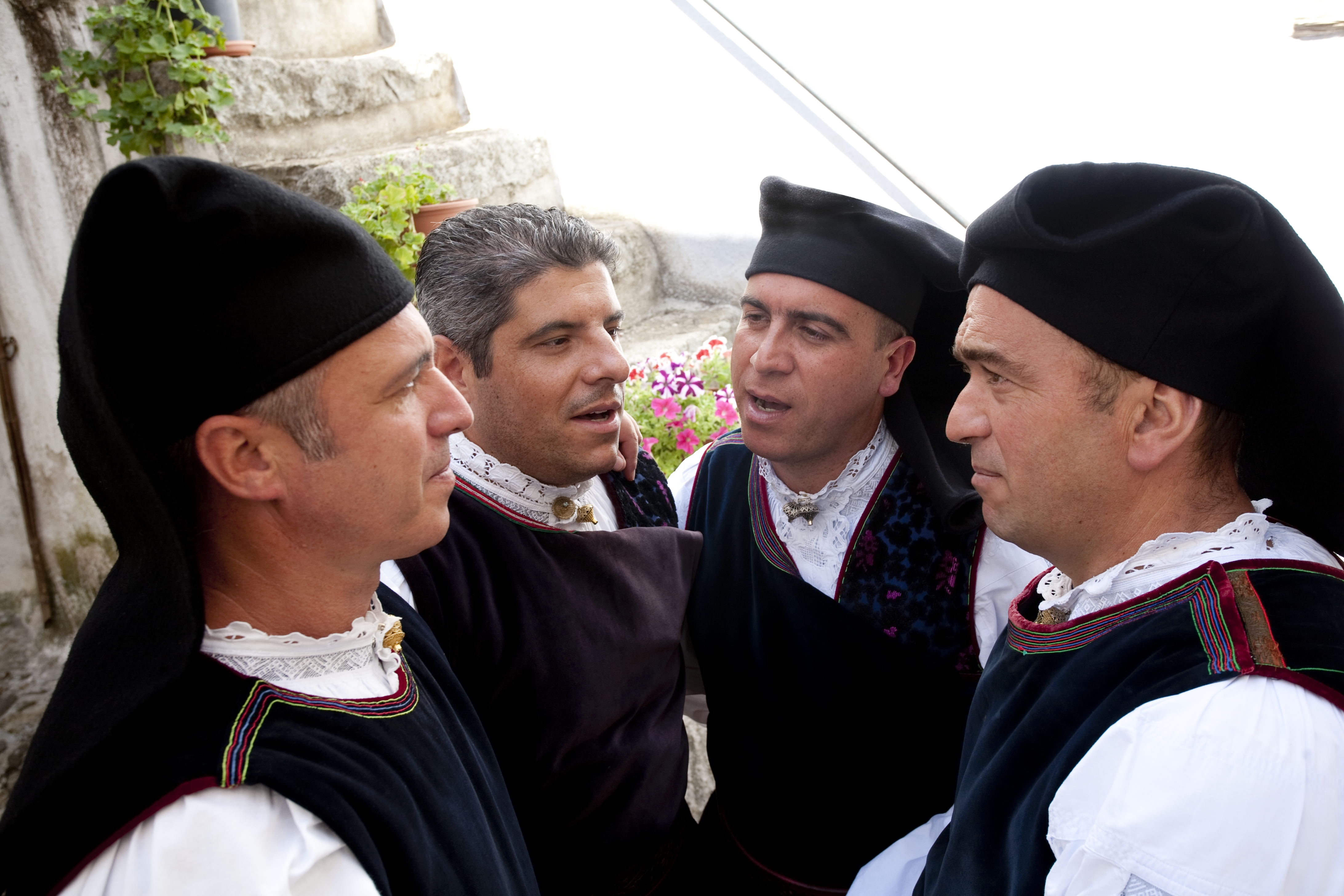
I Tenores di Bitti "Mialinu Pira" in costume tipico.

## Formazione attuale
- Bachisio Pira -  'Oche e Mesu 'Oche
- Arcangelo Pittudu -  'Oche e Mesu 'Oche
- Omar Bandinu - Bassu
- Marco Serra - Contra

### Formazione durante i primi anni
- Gianfranco Cossellu - Mesu 'Oche
- Dino Ruiu -  'Oche e Mesu 'Oche
- Omar Bandinu - Bassu
- Marco Serra - Contra
- Bachisio Pira -  'Oche e Mesu 'Oche

## Discografia
- CD “Su Monte ‘e Mesus” registrato e mixato presso il Rockhouse Blu Studio dei fratelli Erre a Sassari. 1998
- CD “Tenores” VOL. 1 compilation con altri gruppi registrato e mixato presso il Live Studio di Marco Luzzu e Giovanni Carlini Cagliari 2003
- CD “Musica Sacra International” registrato dal vivo in Germania a Kaufbeuren nella cattedrale di St. Martin il 29 maggio 2004
- CD Highlights of the 51st Cork International Choral Festival 2005 'Ethnic & Other Voices'
- CD e DVD, Orchestra mediterranea, registrato dal vivo a San Paolo del Brasile nel 2005
- CD Ost Soundtrack Meine schöne Bescherung. Colonia (Germania) 2007  Archiviato il 3 luglio 2010 in Internet Archive.
- CD Cunzertos (registrazioni concerti live). TDB Mialinu Pira, Italia 2013

## Premi
- 2003 - Premio Maria Carta[7]